# Церква святого Леонарда (Ліпниця Мурована)
Церква святого Леонарда — дерев'яна цвинтарна церква, розташована в містечку Ліпница Дольна в Бохенському повіті. У 2003 році разом з іншими дерев'яними церквами південної Малопольщі вона була включена до Списку світової спадщини ЮНЕСКО.

## Опис
Церква розташована на річці Ушвиця, за історичною межею колишніх міських укріплень Ліпниці-Мурованої. Церква, ймовірно, була побудована в кінці XV століття, на місці більш раннього храму. Однак, згідно з місцевою традицією, вона датується 1143 або 1203 роком — цю дату можна прочитати на північно-східній стіні пресвітерію — і стоїть на місці колишньої язичницької гонтини.
Він зберігся до наших днів майже без змін і є одним із найцінніших дерев'яних готичних костелів у Польщі. Храм орієнтований, зрубний, дводольний. Пресбітерій закритий із трьох боків. Нава ширша, квадратної форми. У 17 столітті церкву оточили мальовничі нави, тоді ж була добудована сиґнатурка. Поруч із пресвітерієм немає ризниці. Покрівля храму односкатна, з кроквяно-арочною конструкцією, покрита ґонтом. За давньою традицією вікна тільки на південний бік, а вхідні двері — на південь і захід.
Інтер'єр перекритий стелею з вигинами в наві. На стелях — ктиторські поліхромії: у наві — з кінця XV ст., у пресбітерії — з XVI ст. На арках — дошки з касетними мотивами, ймовірно XVII ст. Розписи пресвітерію датуються 1689 роком (дата намальована в північно-східному куті). У завершальній частині зображено розп'яття на тлі драпіровок, які тримають ангели, Страшний суд на північній стіні, Тайна вечеря на південній стіні та образ Пресвятої Богородиці, яку обожнює св. Шимон із Ліпниці. У наві, на північній стіні, поліхромія 1711 р. (дата на балці приділу). Окрасою музичного хору є картини із зображенням Десяти заповідей, що характеризуються народною виразністю. Раніше в церкві було три історичні триптихи. Їх викрали в ніч з 4 на 5 липня 1992 року, а потім вилучили. Однак було вирішено помістити їх у Дієцезіальний музей у Тарнові. Сьогодні їх копіями можна помилуватися в Ліпниці. Оздоблення храму становить:
- копія триптиха св. Леонарда, що датується приблизно 1510 роком. На центральному полі св. Леонард з кайданами в руках, св. Лаврентій і св. Флоріан. Бічні крила зображують сцени з життя св. Леонарда та образи святих;
- копія триптиха св. Миколая, що датується приблизно 1530 роком[7]. На центральному полі св. Миколай, який дає трьом бідним дівам придане у вигляді трьох золотих куль;
- копія триптиха Поклоніння Дитятку Ісусу, що датується 3-4 чвертю XV ст.[4];
- група Страстей на брусі, яка включає розп'яття та фігури Діви Марії та св. Івана;
- барокові розписи південної стіни нави;
- готичний барельєф Успіння Пресвятої Богородиці кінця XIV ст.[4].

Ще одним цікавим елементом є балка, що підтримує вівтар зі зворотного боку. Імовірно, це стара скульптура Святовита. У підлозі нави є надгробок Антонія Ледоховського, отця блаженних сестер Марії Терези і св. Юлії Марії.
Цінною пам'яткою є процесійний феретрон із барельєфом Святої Трійці.
Церква сильно постраждала від повені 1997 року. Потім вода розмила фундаменти та потрапила всередину. Він повністю знищив склеп і надгробок всередині. Храм врятували селяни, прив'язавши його мотузками до величезних дерев. Після того, як повінь спала, швидко почалися ґрунтовні ремонтні роботи. У 2003 році костел був включений до списку Світової спадщини ЮНЕСКО.
У 2010 році також було нервово. Потім церкву обнесли спеціальним коміром, який захищав її від затоплення. У 2014 році, коли рівень довколишніх річок перевищив рівень тривоги, пожежники з Державної пожежної служби в Бохні та з 4 волонтерських підрозділів пожежної охорони з комуни Ліпниці Мурованої захищали територію церкви мобільними водяними бар'єрами, які були запозичені у Державної пожежної служби в Бохні.
У 2016 році стараннями о. Збігнєва Краса, колишній парох парафії св. Леонарда в Ліпниці Мурованій, а нинішній капелан президента Анджея Дуди та комендант Державної пожежної служби в Бохні — св. бриг. магістр наук Кшиштоф Кокошка, 16 березня в Ліпницю Муровану було передано мобільний протипаводковий бар'єр, спеціально розроблений SUPRON1 для захисту пам'ятки світового рівня.

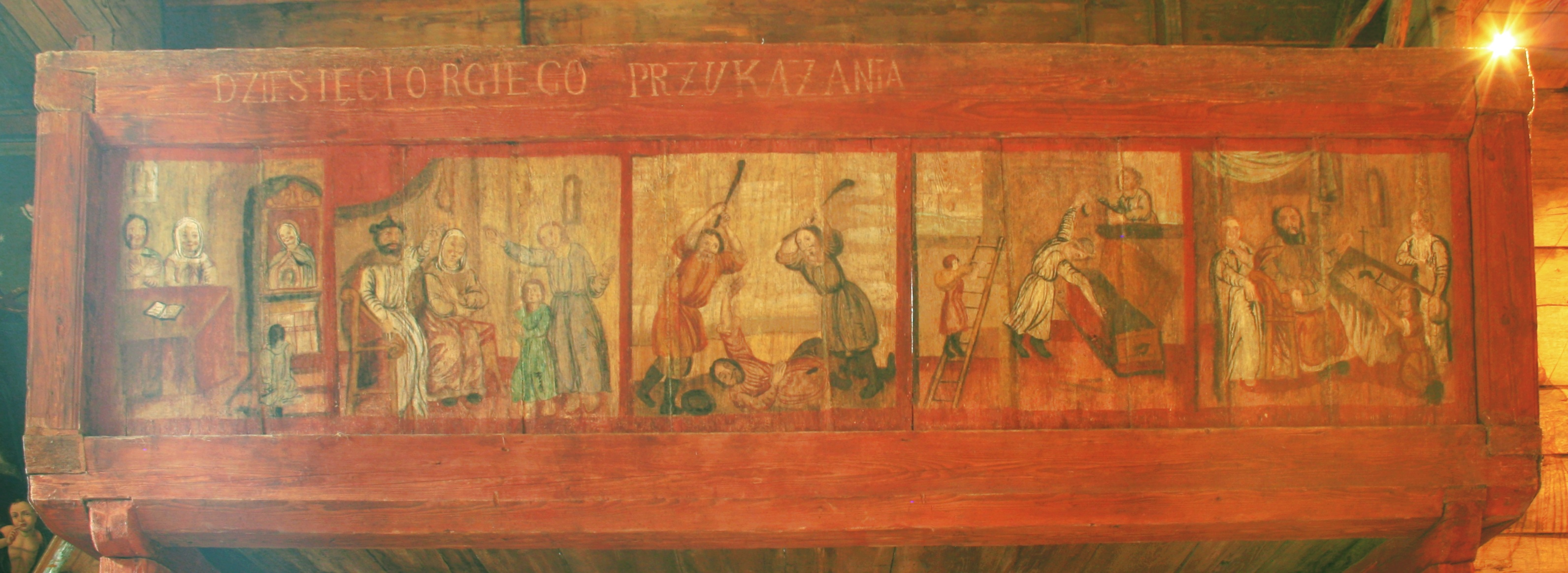
Поліхромне зображення десяти заповідей
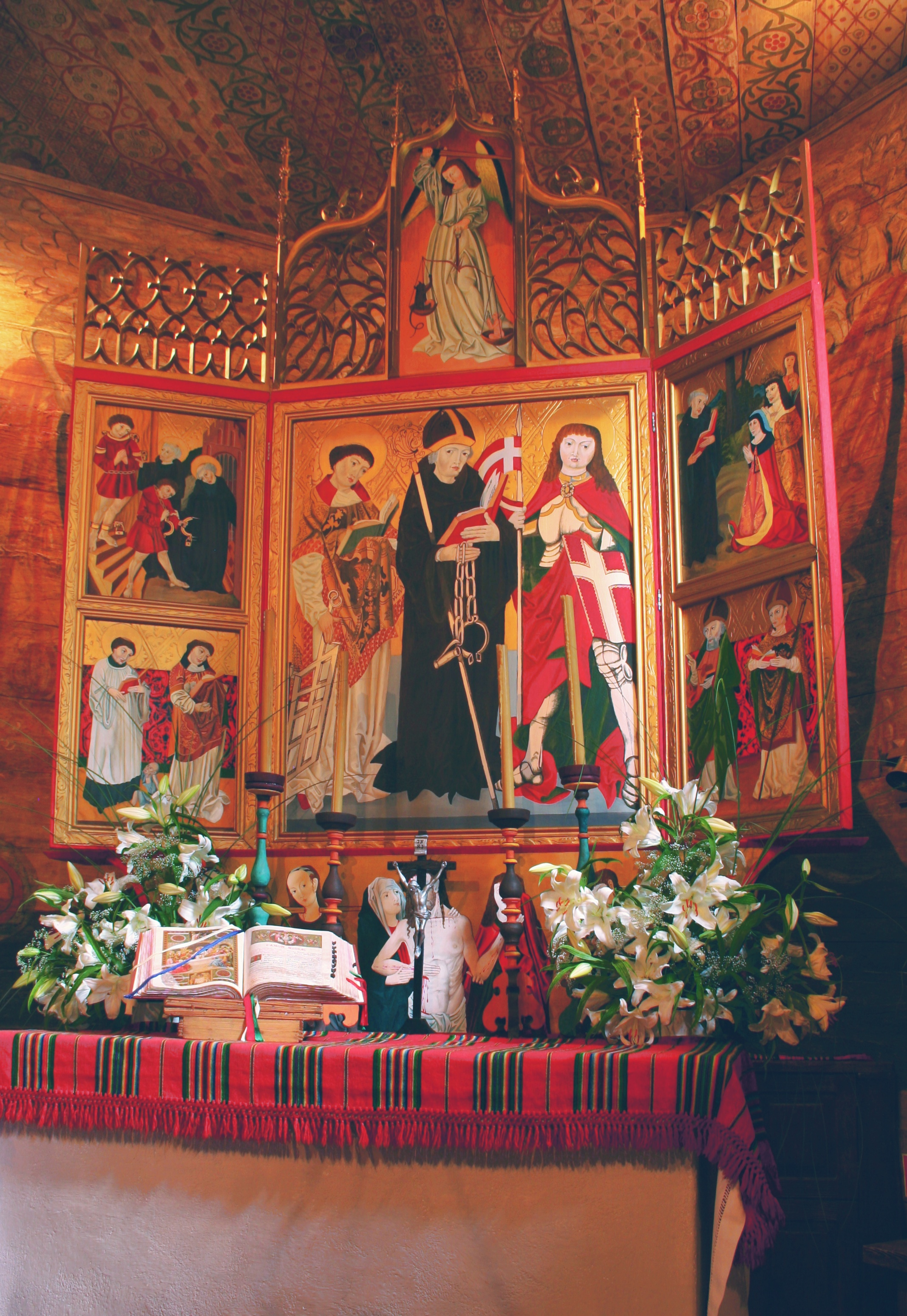
Триптих зі св. Леонардом
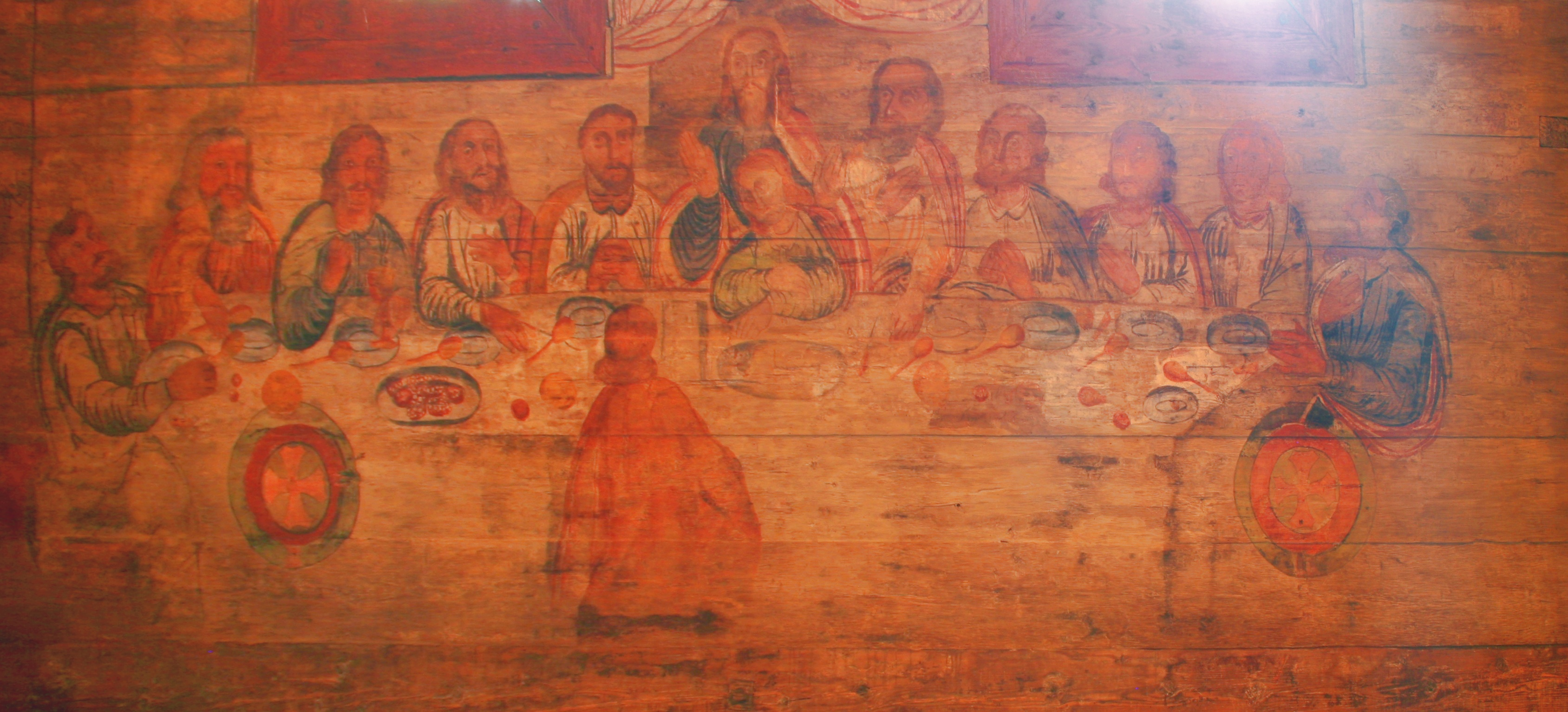
Поліхромія з Тайною вечерею
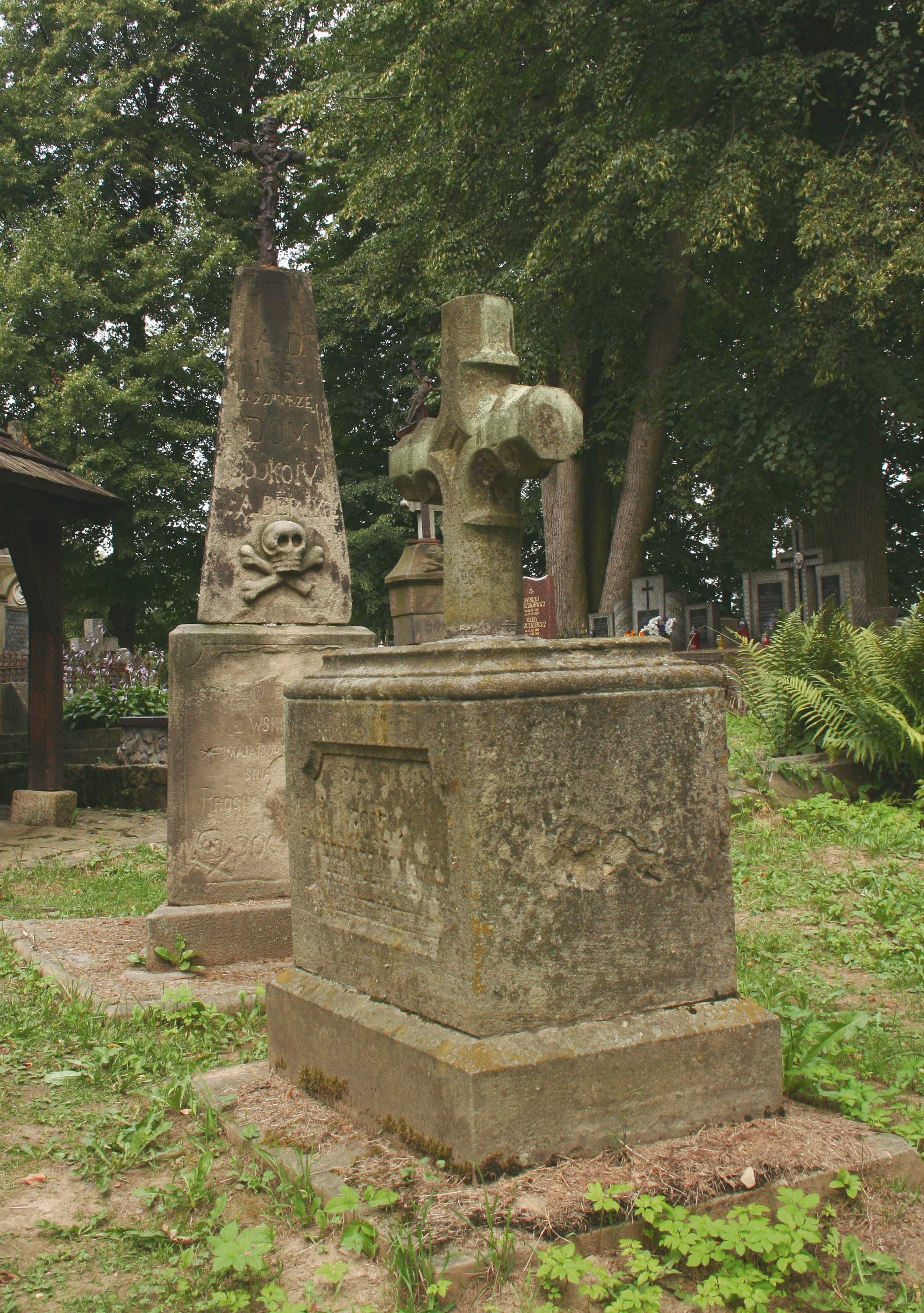
Фрагмент цвинтаря біля церкви
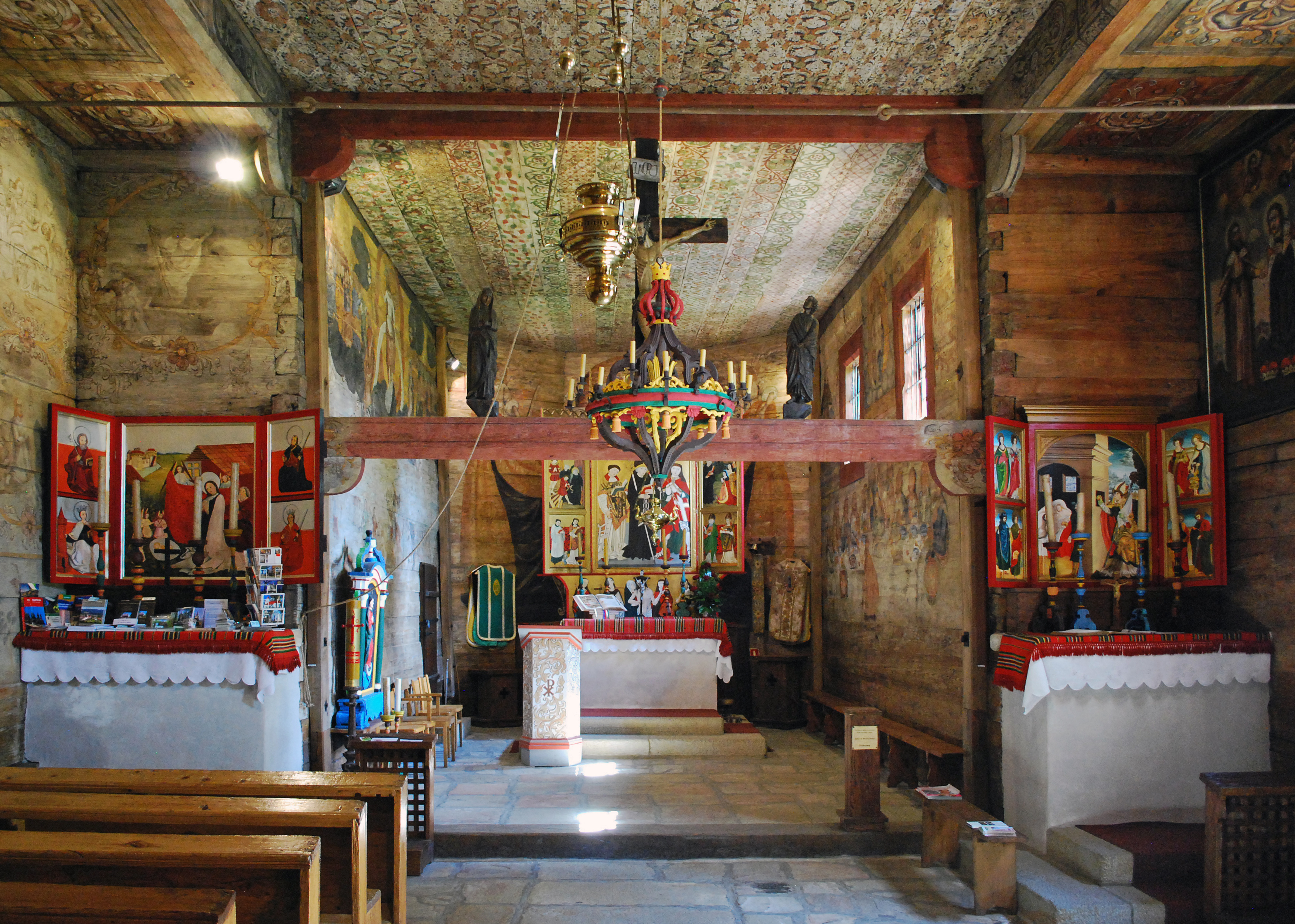
Інтер'єр церкви
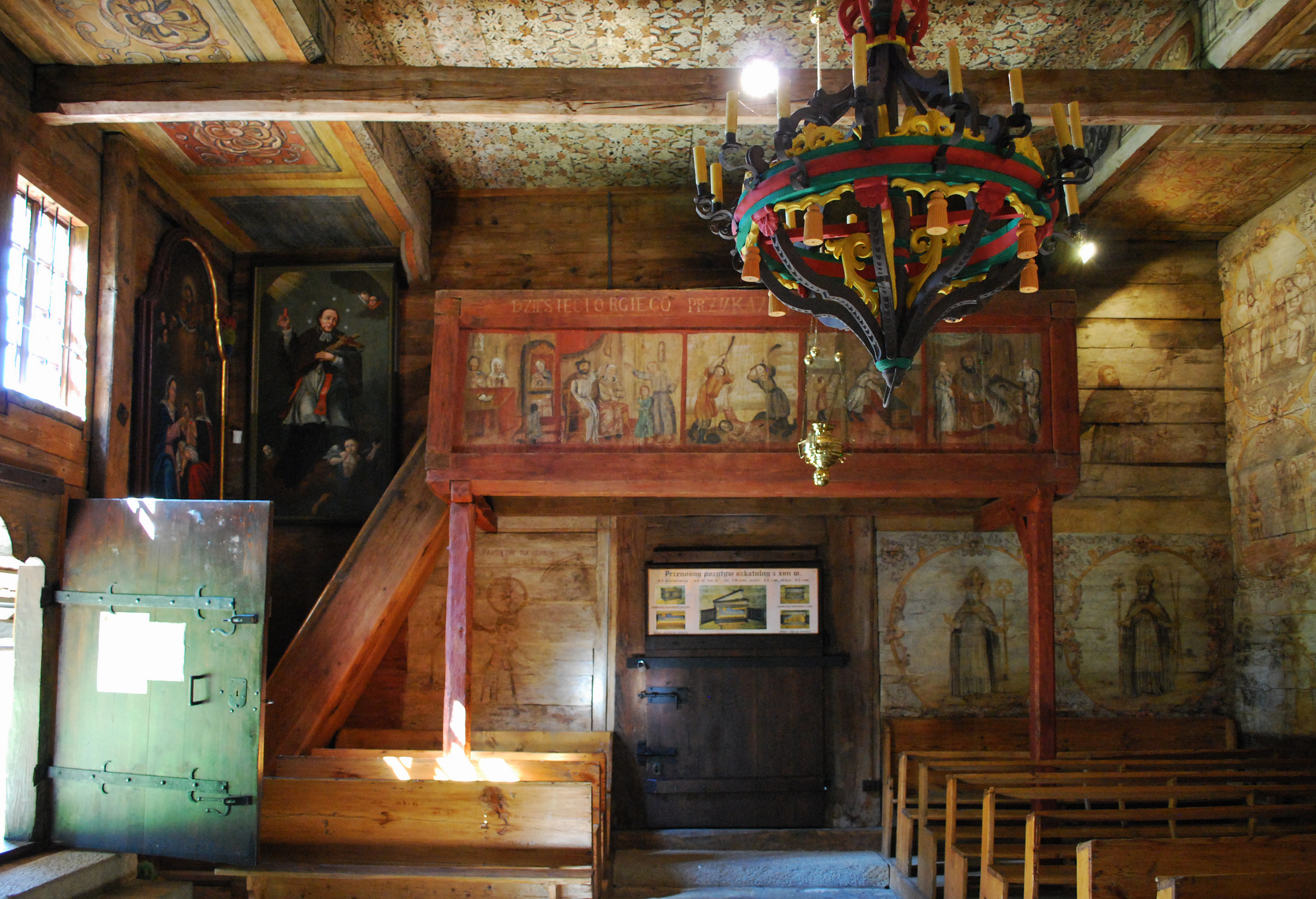
Хор

## Виноски
1. ↑  https://zabytek.pl/pl/obiekty/lipnica-dolna-kosciol-cmentarny-pw-sw-leonarda
2. ↑  Gmina Lipnica Murowana. Liga UNESCO.
3. ↑  Brykowski R., Lipnica Murowana [w:] Architektura gotycka w Polsce, red. T. Mroczko, M. Arszyński, vol. 2, Warszawa 1995 (Dzieje Sztuki Polskiej, t. II, cz. 1), s. 140—141.
4. 1 2 3 4 5  Kościoły Lipnicy Murowanej. Currenda. 10—12: 883—892. 1992. {{cite journal}}: |first= з пропущеним |last= (довідка)
5. 1 2  Lipnica Murowana - Kościół pw. św. Leonarda w Lipnicy Murowanej. www.drewniana.malopolska.pl.
6. 1 2  Kogut Szczepan, Lipnica Murowana, Tarnów 1998, s. 10.
7. ↑  Stępkowska, Konstancja (1912). Tryptyk św. Mikołaja w kościele cmentarnym w Lipnicy Murowanej. Sprawozdania Komisji do Badania Historii Sztuki w Polsce. 8: CCCCLIV.
8. ↑  Zabytkowy kościół św. Leonarda w Lipnicy Murowanej będzie chroniony przed powodzią specjalnymi zaporami – foto (пол.)